# Референдум в Словении по закону о водопользовании (2021)
Референдум в Словении по поправкам к закону о водопользовании проходил 11 июля 2021 года. На нем был вынесен вопрос:

Вы за принятие Закона о внесении изменений в Закон о водопользовании (ZV-1G), который был принят Национальным собранием на его сессии 30 марта 2021 года?
Оригинальный текст (словенск.)Ali ste za to, da se uveljavi Zakon o spremembah in dopolnitvah Zakona o vodah (ZV-1G), ki ga je sprejel Državni zbor na seji dne 30. marca 2021?

По мнению активистов-экологов и экспертов в данной области, положения закона могли оказать пагубное воздействие на окружающую среду и чистоту воды. С одной из самых высоких явок в новейшей истории Словении, Закон был отвергнут подавляющим большинством избирателей.

## Предвыборная обстановка
В марте 2021 года Государственное собрание Словении приняло Закон о водопользовании, несмотря на резкую критику со стороны экспертов и гражданского общества. В то время как Министерство окружающей среды и территориального планирования Словении утверждало, что положения Закона о водопользовании запрещают строительство промышленных объектов и частных зданий на берегах рек и озёр, активисты-экологи вместо этого заявили, что изменения в 37-м параграфе ослабят правила и разрешают строительство отелей и торговых центров в прибрежных районах, а также на берегах рек и озёр, загрязняя источники питьевой воды.
Согласно статье 90 Конституции, 40 тыс. избирателей могут потребовать от Национального собрания созвать референдум для отклонения закона, ратифицированного Собранием. Закон отклоняется, если большинство проголосовавших избирателей, проголосовали против закона, при условии, что проголовавшие против закона составили в сумме по крайней мере одну пятую часть от всех правомочных избирателей проголосовала против закона (на момент референдума 20 % составляли около 343 тыс. избирателей из около 1,7 млн зарегистрированных избирателей).
После внесения поправок в Закон о водопользовании экологические организации собрали 52 230 подписей с требованием проведения референдума, что превысило 40 тыс. подписей, необходимых для проведения референдума по закону. Референдум был назначен на 11 июля 2021 года.

## Предвыборная кампания
В ходе кампании обе стороны заявляли, что хотят защитить чистоту воды. По словам Андрея Визяка, министра окружающей среды и территориального планирования, новый закон запрещал строительство заводов и частных домов на берегу водоёмов и это положение уже содержалось в действующем законе. Новый закон также улучшал управление и предотвращение наводнений. Эту позицию поддерживали правительственные партии, Словенская демократическая партия, Новая Словения и Партия современного центра. С другой стороны, экологические группы и группы гражданского общества объединились в «Движение за питьевую воду», предупредили о нескольких юридических лазейках, которые фактически позволили бы строительство объектов на берегу, включая рестораны и отели, и могли бы препятствовать доступу к берегу для широкой общественности, увеличивали риски наводнений и наносили ущерб водопроводу. Среди противников закона были эксперты в области управления водными ресурсами, оппозиционные политические партии, а также исследовательские организации, факультет строительства Люблянского университета и Словенская академия наук и искусств. Противники закона утверждали, что брошюра, которую правительственные партии разослали гражданам, была полна неточностей и была направлена на то, чтобы запутать людей. Омбудсмен предупредил, что закон был принят слишком быстро и без привлечения экспертов, что не позволило общественности участвовать в разработке закона.

## Результаты и реакция
Досрочное голосование началось 6 июля. Более 54 тыс. человек (3,21 %) проголосовали досрочно, при этом сообщалось о длинных очередях перед избирательными участками. Гражданские инициативы предупредили о нескольких проблемах в процессе голосования. Портал электронной регистрации избирателей часто был недоступен, и несколько избирателей, проживающих за границей, сообщили, что не получили свои бюллетени по почте, или бюллетени содержали ошибки или даже были пустыми. Пожилые люди, проживающие в домах престарелых, жаловались, что получили инструкции по голосованию по почте всего за несколько часов до крайнего срока. По этой причине профсоюз таксистов предложил пожилым людям бесплатный проезд до избирательных участков в Любляне, Мариборе и Копере.
Явка избирателей превысила 46 %, а Закон о водопользовании был отвергнут подавляющим большинством голосов в более чем 86 %. Это была вторая по величине явка на референдум по отмене закона после референдума по приватизации 2007 года (58 %), который проводился одновременно со вторым туром президентских выборов.
В реакции после объявления результатов спикер Национального собрания Словении Игорь Зорчич заявил, что результаты показывают, что общественность не поддерживает ни закон, ни кабинет Янеза Янши в целом. Таня Файон, лидер оппозиционных социал-демократов, заявила, что они серьёзно рассматривают возможность ещё одного вотума недоверия Скупщине. В своей реакции Вижак сказал общественному телеканалу TV Slovenia, что референдум использовался неправильно и цели правительства были неправильно истолкованы, а также что голосование против Закона о водопользовании также было голосованием против правительства, но позиция Словенской Демократической партии было то, что ему действительно нужно было уйти в отставку. Две другие правительственные партии не сразу прокомментировали результаты. Ника Ковач из группы Института 8 марта, которая выступала против изменений, заявила: «Было доказано, что Словения является домом для сострадательных и терпимых людей, которые помогают друг другу и борются за общественное благо и за природу». Политолог Андраж Зорко интерпретировал результаты как выражение общественного недовольства правительством и заявил, что в настоящее время правительству недостает легитимности. Высокая явка избирателей также рассматривалась как результат участия молодых избирателей, поскольку Закон о водопользовании касался нескольких экологических проблем.